# Wolderwijd
Het Wolderwijd is een van de Veluwerandmeren, een Natura2000 watergebied in Nederland. Aan de noord- en westoever ligt de provincie Flevoland, aan de zuidoostoever ligt Gelderland. Ter hoogte van Strand Horst begint het Wolderwijd en dat loopt door in noordelijke richting tot het aquaduct ter hoogte van Harderwijk. Bij Strand Horst loopt het Wolderwijd over in het Nuldernauw, bij Harderwijk in het Veluwemeer. 
Aan het Wolderwijd liggen twee plaatsen, te weten Zeewolde en Harderwijk. Vanuit Zeewolde vaart een pontveer naar Strand Horst, een haven die ook aan het Wolderwijd ligt. Zeewolde heeft een jachthaven en een paar stranden aan het Wolderwijd; Harderwijk heeft eveneens een haven en een paar stranden.
Het Wolderwijd kent drie kunstmatige eilanden. In het zuidelijk gedeelte, voor de jachthaven van Zeewolde, is dat De Zegge en in het noorden liggen De Biezen en Knarland. 
 Er bestaan plannen om meer te doen met het Wolderwijd. Zo zal er bij Zeewolde een strand komen ten noorden van de jachthaven ter hoogte van de Polderwijk. Tevens zullen een of meerdere eilanden toegevoegd worden.
De naam Wolderwijd is bedacht door de schrijver Godfried Bomans.